# Журнал Министерства народного просвещения
«Журнал Министерства народного просвещения» — щомісячне періодичне видання, яке виходило 1834—1917 у Санкт-Петербурзі. Його редакторами в різні роки були О.Нікітенко, К.Ушинський, Ю.Рехневський, І.Галанін, О.Георгієвський, Є.Феоктистов, Л.Майков, В.Василевський, Ф.Батюшков. Як друкований орган відомчого підпорядкування спрямовувався насамперед на висвітлення стану справ у російській педагогіці та розвитку педагогічної думки й освіти. Структурно поділявся на офіційну та неофіційну частини. Тематика публікацій часопису значно розширилася з середині 60-х рр. 19 ст., коли на його сторінках почали регулярно з'являтися статті з археології, російської, української та всесвітньої історії, джерелознавства і спеціальних історичних дисциплін, мовознавства, історії літератури, історії й теорії мистецтв, проблем правознавства і соціології, студії з географії, природознавства й математики, етнографічні й антропологічні матеріали. Від 1837 в журналі регулярно вміщувалися бібліографічні покажчики та каталоги нової російської та закордонної книжкової продукції. Від 1872 редколегія часопису почала випускати як додаток "Сборник статей по классической филологии". В різний час із виданням співпрацювали відомі педагоги, письменники, історики, фахівці в галузі літератури і мовознавства. Серед них: М.Гоголь, М.Довнар-Запольський, М.Любавський, В.Сергієвич, І.Тихомиров, К.Харлампович та ін.